# Melicope aequata
Melicope aequata är en vinruteväxtart som beskrevs av Thomas Gordon Hartley. Melicope aequata ingår i släktet Melicope och familjen vinruteväxter. Inga underarter finns listade i Catalogue of Life.